# 181년

## 연호
- 후한(後漢) 광화(光和) 4년

## 기년
- 후한(後漢) 영제(靈帝) 14년
- 신라(新羅) 아달라 이사금(阿達羅尼師今) 28년
- 고구려(高句麗) 고국천왕(故國川王) 3년
- 백제(百濟) 초고왕(肖古王) 16년

## 탄생
- 후한의 마지막 황제 유협(헌제)
- 중국 삼국 시대 촉한의 모신(謨臣) 제갈량(諸葛亮).

## 사망
- 조절